# Iglesia de San Pedro y San Pablo (Vilna)
|                             |                                 |
| Ciudad                      | Vilna.                          |
| País                        | Lituania                        |
| Culto                       | Católico                        |
| tipo                        | Iglesia                         |
| Arquitecto                  | Jan Zaor, Giambattista Frediani |
| Comienzo de la construcción | 1668                            |
| Consagración o conclusión   | 1701                            |
| Estilos predominantes       | Barroco                         |

La iglesia de San Pedro y San Pablo (en lituano: Šv. apaštalų Petro ir Povilo bažnyčia) es una iglesia católica romana ubicada en el barrio de Antakalnis, en Vilna, Lituania. Es el centro de un antiguo complejo monástico de los Canónigos Regulares de Letrán. 
La iglesia es considerada una obra destacada del Barroco de la Mancomunidad Polaco-Lituana. Fue financiada por el comandante supremo del ejército, Michał Kazimierz Pac, en conmemoración de una victoria sobre los moscovitas y su expulsión de Vilna tras seis años de ocupación, durante la guerra ruso-polaca.
Su interior presenta composiciones magistrales de unas 2.000 figuras de estuco realizadas por Giovanni Pietro Perti y ornamentaciones de Giovanni Maria Galli.En medio de la nave destaca una lámpara colgante en forma de barco que representa el Arca de Noé.En el presbiterio se encuentra un cuadro llamado "Despedida a los santos Pedro y Pablo", pintado por Franciszek Smuglewicz. A su lado hay esculturas de los cuatro profetas: Daniel, Jeremías, Isaías y Elías, realizadas en 1804 por Kazimierz Jelski.

## Galería de imágenes

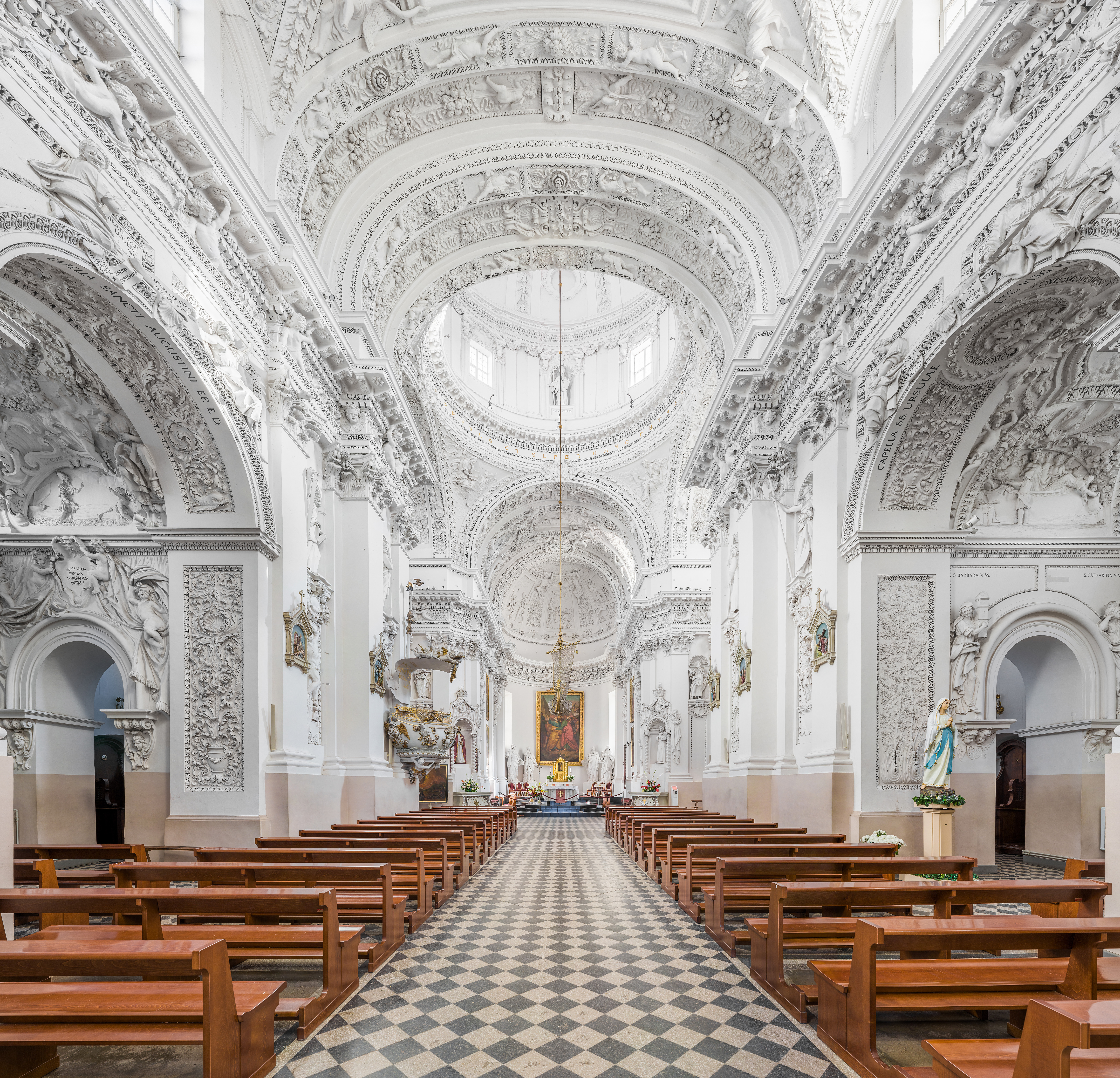
Interior de la iglesia
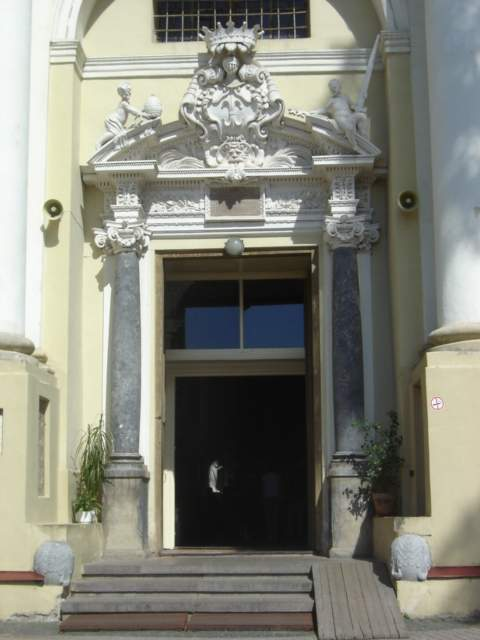
Fachada principal
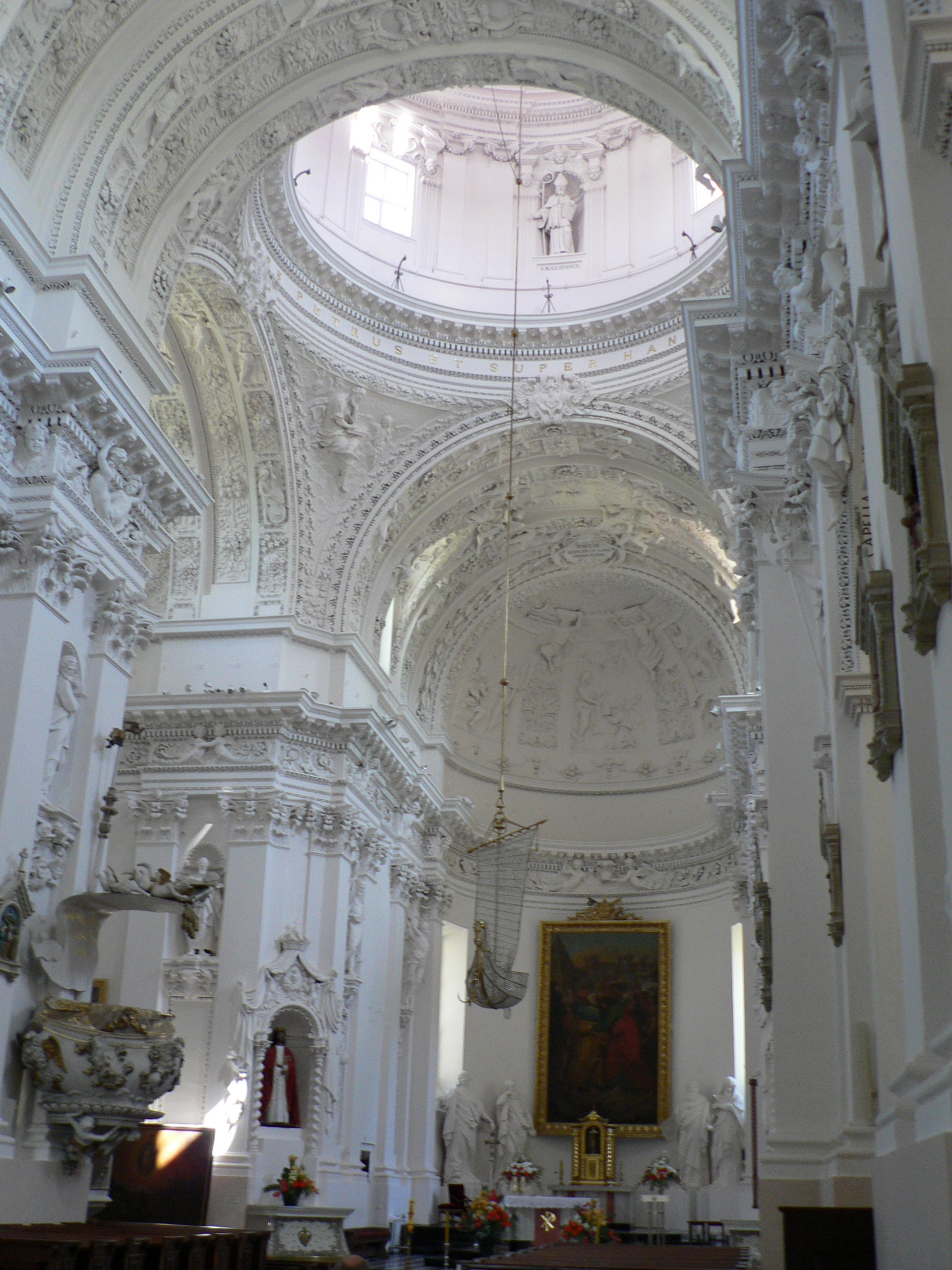
Interior, altar mayor
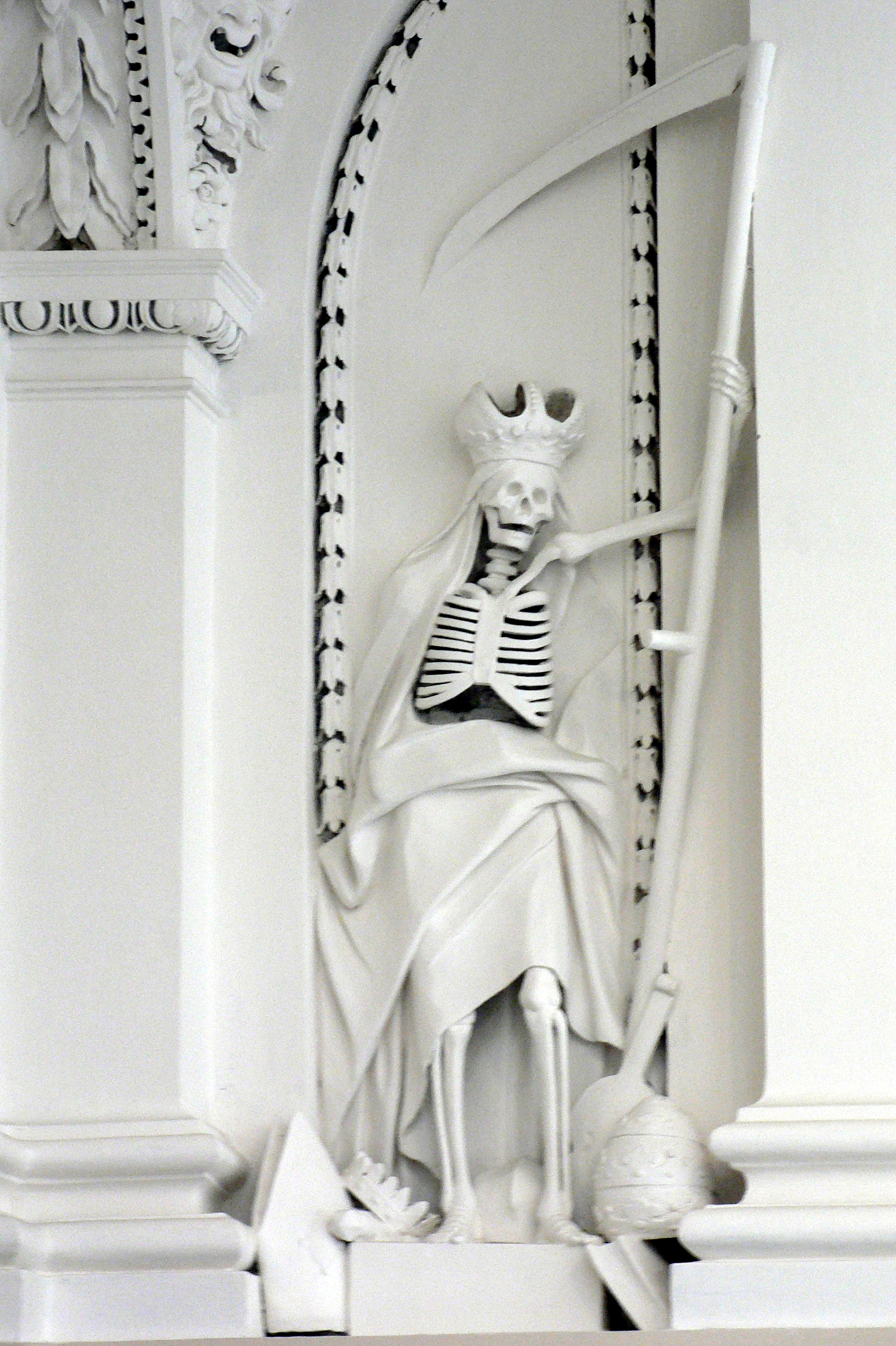
Detalle
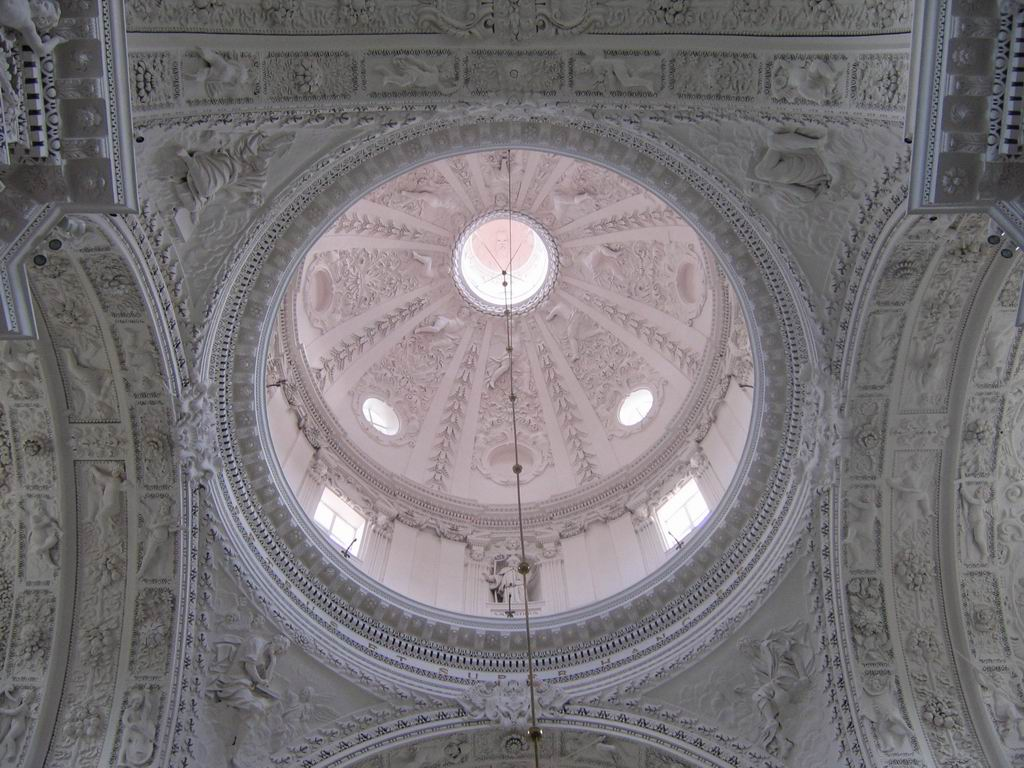
Cimborrio